# دوريس سوندرز
دوريس سوندرز هي محرِّرة كندية، ولدت في 6 يونيو 1941، وتوفيت في 28 مايو 2006 في سانت جونز في كندا بسبب مرض آلزهايمر.